# Lerma (Castille-et-León)
Pour les articles homonymes, voir Lerma.
Lerma est une commune d’Espagne, dans la province de Burgos, communauté autonome de Castille-et-León.